# Anja Niedringhaus
Anja Niedringhaus (Höxter, Duitsland, 12 oktober 1965 – Bandakhil, Afghanistan, 4 april 2014) was een Duitse fotojournalist die voor de Associated Press (AP) heeft gewerkt. Zij was de enige vrouw in een team van elf fotografen die de Pulitzer Prize 2005 won voor fotografische verslaggeving van de oorlog in Irak.
In datzelfde jaar (2005) werd ze bekroond met 'de journalistiekprijs voor moed' door de International Women's Media Foundation.
Niedringhaus werd in Afghanistan vermoord op 4 april 2014, tijdens de uitoefening van haar functie als fotojournalist bij de presidentsverkiezingen aldaar. Een Afghaanse politieagent opende het vuur op de auto waarin zij tezamen met collega Kathy Gannon wachtte bij een controlepost.

## Carrière
Niedringhaus begon te werken als freelance fotograaf op de leeftijd van 17, terwijl zij nog de middelbare school volgde. In 1989 maakte ze verslag van de val van de Berlijnse Muur voor de Duitse krant Göttinger Tageblatt.
Zij begon fulltime als fotojournalist in 1990 toen ze toetrad tot de European pressphoto agency (EPA) in Frankfurt, Duitsland. De eerste tien jaar van haar carrière deed ze verslag van de oorlogen in het voormalige Joegoslavië.
In 2001 fotografeerde Niedringhaus de nasleep van de 11 september terreur aanslagen in New York en reisde vervolgens naar Afghanistan, waar ze gedurende drie maanden de val van de Taliban in beeld bracht. In 2002 sloot ze zich aan bij Associated Press, voor wie ze werkte in Irak, Afghanistan, de Gazastrook, Israël, Koeweit en Turkije. Op 23 oktober 2005 ontving ze de IWMF Courage in Journalism Award van de Amerikaanse presentator Bob Schieffer tijdens een ceremonie in New York.
In 2007 werd Niedringhaus bekroond met een Nieman Fellowship (beurs) aan de Harvard University. De beurzen worden toegekend aan journalisten met veelbelovende kwaliteit om een academische studie aan de universiteit te volgen.
Niedringhaus' werk is tentoongesteld in het Museum voor Moderne Kunst in Frankfurt en in galeries en musea elders in de wereld.
- Gemeinsame Normdatei: 123597889
- International Standard Name Identifier: 0000 0001 1476 6283
- Library of Congress Control Number: no2002025514
- Nationale Bibliotheek van Tsjechië: xx0041785
- Nederlandse Thesaurus van Auteursnamen: 255889976
- PIC: 385111
- Système universitaire de documentation: 161231152
- Virtual International Authority File: 85563315
- WorldCat: E39PBJdcB3Hgw6RvqmDWFPVBfq